# Купол (геология)
Купол е термин в геологията и геоморфологията обозначаващ характерно залягане на скалите. Различават се четири вида геоложки куполи:
- Лавов купол (вулканичен, магматичен купол) е форма на залягане на вулканичните скали във вид на тороид (геврекообразно тяло). Той възниква на земната повърхност при изливане от гърлото на вулкана на много рядка и кисела лава. Често има характерни радиални и концентрични пукнатини.[1]
- Гранито-гнайсов или само гнайсов купол е издуване на слой от земната кора, централната част на който е изграден от относително полегато залягащи гранито-гнайси или гнайси, често пронизани от гранити. Перифериите на гнайсовото ядро са изградени от кристалинни шисти с много ниска степен на метаморфоза, смачкани в малки гънки и обичайно наклонени към центъра на купола. Гранито-гнайсовите куполи се образуват вследствие на разтопяването на гранитния материал при регионален метаморфизъм и гранитизация или при повторното разтопяване на древни гранито-гнайси. Гранито-гнайсовите куполи се срещат предимно по щитовете на древните платформи и напречните им сечения достигат до няколко десетки километри.[1]
- Тектонски купол е по-голямо или по-малко закръглено издуване на слоеве от земната кора, характеризиращо се с малък наклон на пластовете във всички посоки. Напречните сечения на тектонските куполи достигат до десетки, а понякога и до стотици километри. Срещат се основно в пределите на платформите.[1]
- Солен купол е закръглено издуване на скални пластове, ядрата на които са изградени от каменна или друга сол. Образуват се при разтопяването и внедряването на солени скали вследствие на тяхната по-ниска плътност и по-висока пластичност в сравнение с другите седиментни скали. Те са широко разпространени в области с дълбоко потъване на кристалинната земна кора в падините около платформите, предните и междупланинските понижения в геосинклиналните пояси.[1]